# 日本司法考试
司法试验（日语：／ Shihō Shiken）是日本法务省司法试验委员会根据《司法试验法》的规定，为授予法曹资格实施的国家考试，每年举行一次。

## 历史沿革
1876年（明治9年），司法省发布《代言人规则》，确立代言人（律师）试验制度，是为日本司法考试之始；1884年（明治17年），太政官发布《判事登用规则》，确立裁判官（法官）试验制度；1893年（明治26年），司法省发布《辩护士试验规则》，确立辩护士（律师）试验制度，取代先前的代言人试验；1923年（大正12年），法官与律师的行业准入考试编入高等试验司法科考试。
1949年（昭和24年）5月31日，根据新通过的《司法试验法》，原高等试验司法科考试被废止，首次司法试验举行，合格者共计265人，合格率为10.31%；考试分为两次试验：初次试验考察大学毕业程度的基本文化素养；第二次试验分为笔试与口试两部分：笔试中宪法、民法、刑法、民事诉讼法与刑事诉讼法为必考科目，此外需从商法与行政法中选取一科考试，再从行政法、商法、破产法、劳动法、国际私法、刑事政策六个科目中选取一科考试（此步骤须选择先前已选择的商法或行政法科目以外的科目）；口试则考察宪法、民法、刑法、民事诉讼法与刑事诉讼法五个科目。
1954年（昭和29年），根据《司法试验法修正案》（昭和28年法律第85号），司法试验将商法科目列入第二次试验笔试与口试的必考科目，行政法仍为选考科目；1956年（昭和31年），第二次试验笔试部分导入前述七个科目的短答式试验模式；1959年（昭和34年），根据《司法试验法修正案》（昭和33年法律第180号），司法试验考试内容再度调整，考试重新划分为笔试短答式试验、笔试论文式试验与口试3个部分：笔试中宪法、民法、商法、刑法为必考科目，另需从法律选考科目与教养选考科目各选一个科目考试，法律选考科目包括民事诉讼法、刑事诉讼法、行政法、破产法、劳动法、国际公法、国际私法、刑事政策8个科目（此步骤须选择先前已选择的民事诉讼法或刑事诉讼法科目以外的科目），教养选考科目包括政治学、经济原论、财政学、会计学、心理学、经济政策、社会政策7个科目；口试科目与笔试论文式试验科目相同。
1962年（昭和37年）前后，每年合格者人数逐渐稳定在500人左右；1991年（平成3年）起，年度合格人数逐渐增加。1992年（平成4年），根据《司法试验法修正案》（平成3年法律第34号），司法试验废止教养选考科目；同样根据前述修正案，1996年（平成8年）至2003年（平成15年），司法试验实施“丙案”制度，即一定比例的论文式试验合格者只从参加考试次数3回以内的考生评定。1999年（平成11年），年度合格人数突破1,000人。
2000年（平成12年），根据《司法试验法修正案》（平成10年法律第48号），司法试验废止法律选择科目与商法科目口试，将民事与刑事诉讼法列为必修。2004年（平成16年），作为法务省外局的司法试验主管机构司法试验管理委员会改编为法务省审议会地位的“司法试验委员会”。
2006年（平成18年），作为1999年以来日本司法制度改革的一环，根据《司法试验法及裁判所法修正案》（平成14年法律第138号），“新司法试验”启动，原司法试验直至2011年（平成23年）被称作“旧司法试验”，在此五年间两者并行不悖，逐渐向新制度过渡，原则上考生只能选择其中一种考试方式，最终通过“旧司法试验”的合格者逐渐减少。
伴随着“旧司法试验”的完全废止，目前通称的“司法试验”即指前述2006年起实施的“新司法试验”。
2024年（令和6年）6月，日本政府在《旨在实现数字社会的重点计划》中提出了司法考试数字化转型的方针，明确指出力争2026年起推行，以减轻目前使用钢笔手写带来的负担。在正式实施机考之前，法务省将从2025年起将司法考试和预备考试改为线上报考，考试费计划允许非现金支付。

## 考试内容
现行司法试验分为短答式试验与论文式试验两部分，皆为笔试。其中短答式试验考察公法系科目（宪法及行政法）、民事系科目（民法、商法及民事诉讼法）、刑事系科目（刑法及刑事诉讼法）；论文式试验必考科目与前述相同，考生还须在8个选择科目中选取一个作答，选择科目包括破产法、税法、经济法、知识产权法、劳动法、环境法、国际关系法（公法系）、国际关系法（私法系）。
考试期间考生可以向考场借取参考资料“司法试验用法文”（法律条文），该材料以最小限度记载着六法全书的内容，但考试期间禁止在材料上写字，以防考生之间传阅作弊。此外，论文式试验最终日借取的参考材料可以带离考场。
短答式试验合格者方可参加论文式试验，论文式试验最多可以作答64张A4纸，字数可达40,000余字。

## 报名条件
参加日本司法试验，需具备以下条件之一：
- 法科大学院课程毕业者；或
- 通过司法试验预备试验者；或
- 法科大学院在校生倘于参加司法试验当年的4月1日起1年内即将修毕课程，且已修足法科大学院课程各学科的一定学分，并由所在学校校长认可前述两项者。

满足前两种条件的，考试期限为自取得该考试资格当年的4月1日起的5年；符合最后一种条件的，考试期限以该考生自首次参加司法试验当年的4月1日起，直至修毕法科大学院课程，或直至退学日，或直至该日起算的五年，三个期间中最短者。

## 评卷与资格授予
自2015年（平成27年）起，采取短答式试验成绩与论文式试验成绩综合评定总分，二者分数比为1：8，计算公式为：最终成绩 = 短答式试验成绩 + 论文式试验成绩 * 1400/800。
司法试验成绩发表后，合格者将被采用为司法修习生（实习生），首先进行为期1个月左右的导入研修（实务实习前的集合实习）；再进行8个月左右的分野别实务修习（具体部门实习），此过程中司法修习生将完成分别为期2个月左右的民事裁判修习、刑事裁判修习、检察修习与辩护修习；此后2个月，修习生将根据个人意愿决定选择性实务修习内容，完成综合的法曹实务修习；之后，修习生需在埼玉县和光市的最高裁判所附属司法研修所参加集合研修（修习生可根据个人意愿安排选择研修与集合研修的先后顺序）；最终参加司法修习生考试合格，即可获得法曹资格。